# Pulciano
Pulciano is een plaats (frazione) in de Italiaanse gemeente Toscolano-Maderno.